# Lipametsa
Lipametsa – wieś w Estonii, prowincji Rapla, w gminie Raikküla.